# Gelechiidae

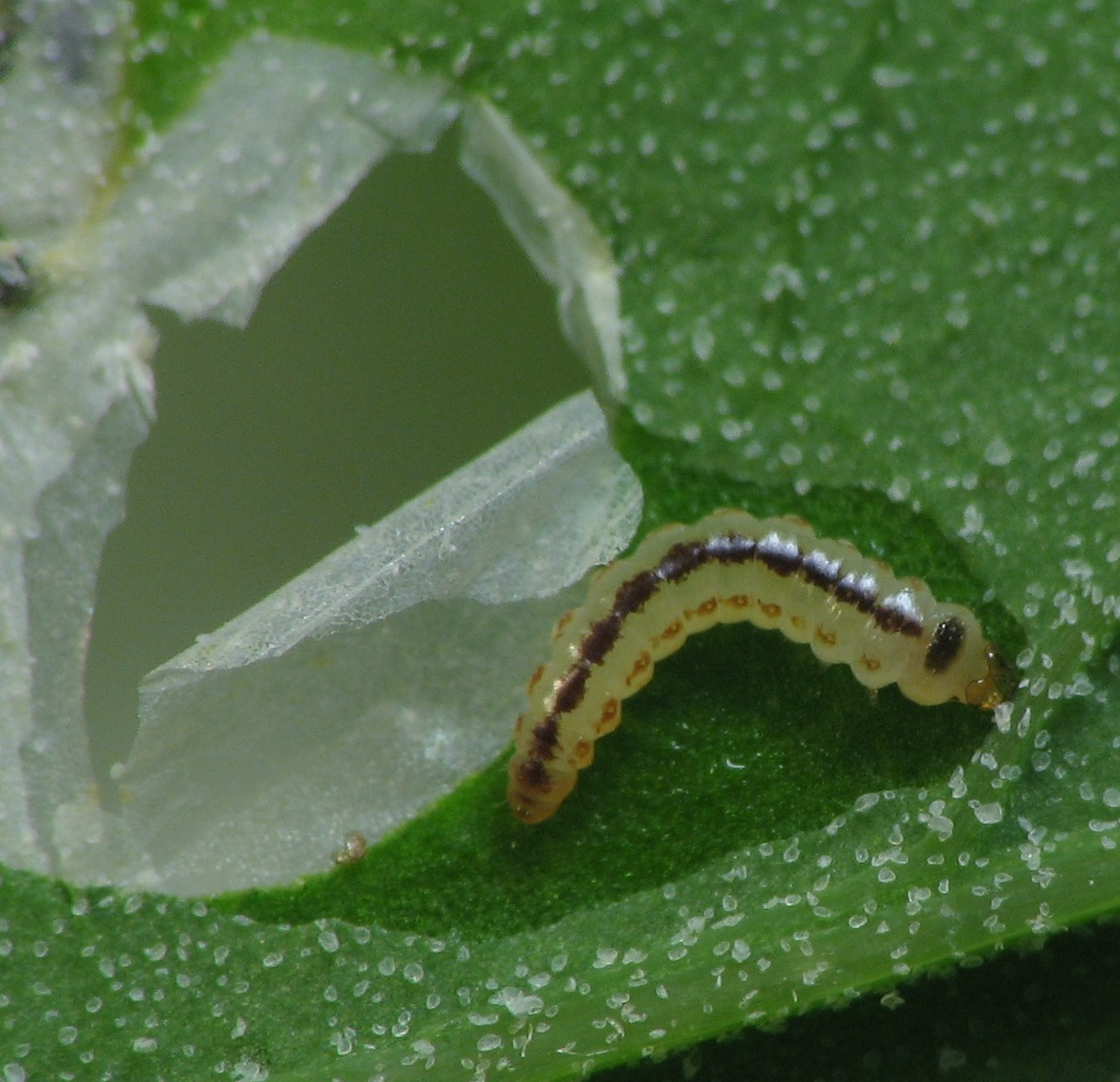
Larva de Chrysoesthia sexguttella en una mina en Chenopodium album

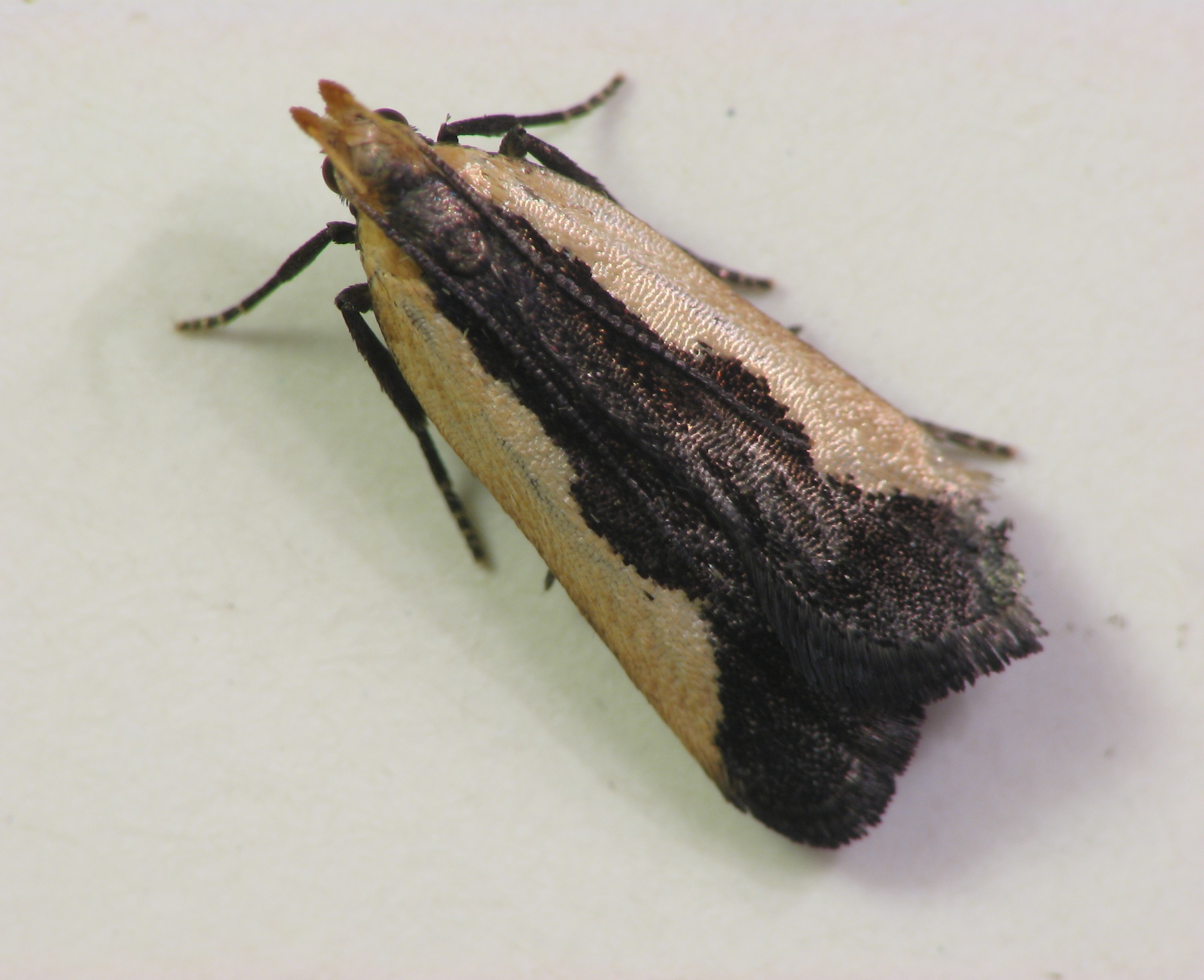
Dichomeris inserrata

Los geléquidos (Gelechiidae) son una familia de lepidópteros glosados del clado Ditrysia. Es una de las familias más numerosas de "microlepidópteros" y es de distribución mundial.
Son generalmente muy pequeños con alas angostas con flecos. Al igual que otras familias de Gelechioidea tienen una proboscis cubierta de escamas y palpos labiales fuertemente curvados. La larva de la gran mayoría de las especies se alimenta internamente de varias partes de plantas huésped causando una variedad de modificaciones como agallas, túneles, hojas plegadas y otras.
En climas templados, la mayoría son univoltinas (una generación por año), pero en otros climas pueden tener varias generaciones. Suelen hibernar en estadios de huevo, larva o pupa.
Algunas especies son pestes de cultivos, por ejemplo la peste de la alfalfa, Dichomeris acuminata, la del durazno, Anarsia lineatella y la polilla del tomate, Tuta absoluta. 

## Taxonomía
Desde mediados del siglo XX se cuentan alrededor de 900 géneros con más de 4.000 especies. Es posible que haya muchas más debido a nuevas descripciones y revisiones de la familia.

### Subfamilias
- Anacampsinae Bruand, 1850
- Anomologinae Meyrick, 1926
- Apatetrinae Meyrick, 1947
- Dichomeridinae Hampson, 1918 (anteriormente incluía Chelariinae, colocada ahora en Anacampsinae)
- Gelechiinae Stainton, 1854
- Physoptilinae Meyrick, 1914
- Thiotrichinae Karsholt, Mutanen, Lee & Kaila, 2013

### Algunas especies
- Anacampsis sarcitella
- Anarsia lineatella
- Aproaerema modicella
- Ardozyga cephalota
- Metzneria paucipunctella
- Pectinophora gossypiella
- Phthorimaea operculella
- Sitotroga cerealella
- Syndesmica homogenes
- Tecia solanivora
- Tuta absoluta